# Hittarp
Hittarp is een plaats in de gemeente Helsingborg in de provincie Skåne län en het landschap Skåne, dit zijn de zuidelijkste provincie en landschap van Zweden. De plaats heeft 3837 inwoners (2005) en een oppervlakte van 199 hectare.

## Verkeer en vervoer
Bij de plaats loopt de Länsväg 111.